# الکساندر فن کلوک
 الکساندر فن کلوک (آلمانی: Alexander von Kluck؛ ۲۰ مهٔ ۱۸۴۶ – ۱۹ اکتبر ۱۹۳۴) یک ژنرال اهل آلمان در دوره جنگ جهانی اول و از ۲ اوت ۱۹۱۴ تا ۲۸ مارس ۱۹۱۵ فرمانده ارتش اول امپراتوری آلمان بود که مطابق با نقشه اشلیفن، جناح راست حمله محاصره ای به فرانسه را هدایت نمود.